# Ceratina nanula
Ceratina nanula är en biart som beskrevs av Theodore Dru Alison Cockerell 1897. Den ingår i släktet märgbin och familjen långtungebin. Inga underarter finns listade i Catalogue of Life. Arten förekommer i västra Nordamerika.

## Beskrivning
Ceratina nanula är ett litet bi, honan har en kroppslängd på 4,5 till 7 mm, hanen på 3,5 till 5,5 mm. Grundfärgen är metallglänsande, hos honan mörkt olivgrön med ett svagt gulaktigt skimmer på huvud och mellankropp, mörkblått på bakkroppen, medan hos hanen hela kroppens grundfärg är mörkt blågrön med ett svagt grönaktigt skimmer och inslag av svart på bakkroppen. Antennerna är gråbruna, mörkare hos hanen, och med ljusare undersida. Vingarna är halvgenomskinliga med orangebruna ribbor. Båda könen har en omfattande, elfenbensvit markering på munskölden (clypeus) och fläckvisa markeringar på skenbenen. Hanen har dessutom en elfenbensvit, rektangulär markering på överläppen (labrum). Den glesa kroppsbehåringen är blekgul hos honan, nästan rent vit hos hanen.

## Utbredning
Utbredningsområdet omfattar västra Nordamerika från British Columbia i Kanada över USA:s västra stater från Washington till Kalifornien med östgräns från Montana till New Mexico och Texas samt Chihuahua i norra Mexiko.

## Ekologi
Som alla märgbin bygger arten sina larvbon som gångar i märgen på olika växter.
Arten är polylektisk, den flyger till blommande växter från många olika familjer, som flockblommiga växter, korgblommiga växter, strävbladiga växter, korsblommiga växter, kransblommiga växter, kaktusväxter, kaprifolväxter, vindeväxter, ärtväxter, lagerväxter, liljeväxter, brännreveväxter, malvaväxter, vallmoväxter, videväxter, slideväxter, brakvedsväxter, rosväxter, flenörtsväxter och violväxter.